# Гусманов, Эльдар Азатович
Эльдар Азатович Гусманов (род. 27 марта 1987) — российский самбист, бронзовый призёр чемпионата России по боевому самбо 2015 года, мастер спорта России. Боец смешанных единоборств. По самбо выступал в полулёгкой весовой категории (до 57 кг). В смешанных единоборствах по состоянию на 2014 год провёл четыре боя, из которых один выиграл единогласным решением судей и три проиграл (два — удушающим приёмом и один — единогласным решением).

## Спортивные результаты

### Боевое самбо
- Чемпионат России по боевому самбо 2015 года — ;

### Смешанные боевые искусства
| Результат | Рекорд | Соперник         | Способ                                    | Турнир                  | Дата                 | Раунд | Время | Место                   | Примечание |
| --------- | ------ | ---------------- | ----------------------------------------- | ----------------------- | -------------------- | ----- | ----- | ----------------------- | ---------- |
| Поражение | 1-3    | Хайрулло Усмонов | Сабмишном (удушение ручным треугольником) | OC — Oplot Challenge 98 | 1 февраля 2014 года  | 1     | 0:29  | Украина, Харьков        |            |
| Победа    | 1-2    | Амин Меджидов    | Единогласное решение                      | OC — Oplot Challenge 76 | 7 сентября 2013 года | 3     | 5:00  | Украина, Харьков        |            |
| Поражение | 0-2    | Сергей Сокол     | Сабмишном (удушение сзади)                | OC — Oplot Challenge 64 | 8 июня 2013 года     | 1     | 1:53  | Украина, Харьков        |            |
| Поражение | 0-1    | Олег Борисов     | Единогласное решение                      | CNN — Board and Sword   | 23 ноября 2012 года  | 2     | 5:00  | Россия, Нижний Новгород |            |